# Leopoldo Vallejos
Leopoldo Manuel Vallejos Bravo (né le 16 juillet 1944 à Santiago au Chili) est un footballeur international chilien qui évoluait au poste de gardien de but.

## Biographie

### Carrière en club
Leopoldo Vallejos joue principalement en faveur de l'Universidad Católica, de l'Unión Española, de l'Everton de Viña del Mar et du San Marcos de Arica.
Il dispute 398 matchs au sein du championnat du Chili entre 1968 et 1986, marquant un but.
Il remporte au cours de sa carrière quatre titres de champion du Chili, et atteint la finale de la Copa Libertadores en 1975, en étant battu par le CA Independiente.

### Carrière en équipe nationale
Il joue 19 matchs en équipe du Chili, sans inscrire de but, entre 1968 et 1977. 
Il figure dans le groupe des sélectionnés lors de la Coupe du monde de 1974, puis lors de la Copa América de 1975. Lors du mondial organisé en Allemagne, il joue trois matchs : contre la RFA, la RDA, et enfin l'Australie.

## Palmarès
| Universidad Católica - Championnat du Chili (1) : - Champion : 1966. - Vice-champion : 1964, 1965, 1967 et 1968. |  | Unión Española - Championnat du Chili (2) : - Champion : 1973 et 1975. - Vice-champion : 1972 et 1973. - Copa Libertadores : - Finaliste : 1975. |  | Everton - Championnat du Chili (1) : - Champion : 1976. - Vice-champion : 1977. |